# Choerodon oligacanthus
Choerodon oligacanthus är en fiskart som först beskrevs av Bleeker, 1851.  Choerodon oligacanthus ingår i släktet Choerodon och familjen läppfiskar. IUCN kategoriserar arten globalt som livskraftig. Inga underarter finns listade i Catalogue of Life.